# 上海新加坡外籍人员子女学校
上海新加坡外籍人员子女学校（英語：Shanghai Singapore International School）是位於中华人民共和国上海市的一所K-12私立国际学校，成立於1996年9月，創辦人是国际元立集团总裁陈逢坤。學校一開始名為上海新加坡國際學校，2017年改名為上海新加坡外籍人员子女学校。該學校有2個校區，分別位於闵行区以及徐汇区。學校實行中英雙語教學模式。